# Bibiana Perez
Bibiana Perez, italijanska alpska smučarka, * 31. oktober 1970, Vipiteno.
Nastopila je na treh olimpijskih igrah, najboljšo uvrstitev je dosegla leta 1994 z dvanajstim mestom v kombinaciji. Na svetovnih prvenstvih je svojo najboljšo uvrstitev dosegla leta 1993, ko je bila v isti disciplini četrta. V svetovnem pokalu je tekmovala deset sezon med letoma 1991 in 2000 ter dosegla eno zmago in še pet uvrstitev na stopničke. V skupnem seštevku svetovnega pokala se je najvišje uvrstila na osmo mesto leta 1994, ko je tudi osvojila drugo mesto v superveleslalomskem in kombinacijskem seštevku.